# Brit Awards 2022
Les Brit Awards 2022 ont lieu le 8 février 2022 à l'O2 Arena à Londres. Il s'agit de la 42e cérémonie des Brit Awards, présentée par Mo Gilligan (en) diffusée en direct à la télévision sur la chaîne ITV.

## Nominations et modifications des catégories
Les nominations sont annoncées le 18 décembre 2021. Adele, Ed Sheeran, Dave et Little Simz sont les plus souvent nommés (quatre fois chacun).
Des modifications sont apportées aux catégories. Les organisateurs ayant déclaré vouloir rendre le spectacle plus inclusif, les prix masculins et féminins distincts pour le meilleur artiste solo britannique et le meilleur artiste solo international disparaissent et sont remplacés respectivement par les prix d'artiste de l'année et d'artiste international de l'année.
Les catégories suivantes font leur apparition: chanson internationale de l'année, meilleur artiste rock/alternatif, meilleur artiste pop/R&B, meilleur artiste hip-hop/grime/rap et meilleur artiste dance. Pour les quatre dernières catégories citées, un vote du public via l'application mobile TikTok désigne les gagnants.
Le prix de producteur britannique de l'année est de retour, tandis que le prix d'auteur-compositeur de l'année (Songwriter of the year), décerné pour la première fois, est attribué directement au chanteur Ed Sheeran. 

## Résultats
La chanteuse Adele est la grande gagnante de la cérémonie avec trois trophées : Meilleur album britannique, chanson de l'année et artiste de l'année. Elle est la seule artiste à remporter plus d'un prix lors de cette édition. Avec un total de douze victoires, elle est l'interprète féminine la plus récompensée des Brit Awards.

## Interprétations sur scène
Plusieurs chansons sont interprétées lors de la cérémonie.
- Ed Sheeran et Bring Me the Horizon : Bad Habits
- Anne-Marie et KSI : Kiss My (Uh-Oh), Don't Play, Holiday
- Little Simz et Emma Corrin : Introvert, Woman
- Liam Gallagher : Everything's Electric
- Holly Humberstone : London Is Lonely
- Adele : I Drink Wine
- Sam Fender : Seventeen Going Under
- Ed Sheeran : The Joker and the Queen
- Dave, Fredo, Ghetts, Meekz et Giggs : In the Fire

## Palmarès
Les lauréats apparaissent en caractères gras.

### Meilleur album britannique
- 30 d'Adele
  - We're All Alone in This Together de Dave
  - = d'Ed Sheeran
  - Sometimes I Might Be Introvert de Little Simz
  - Seventeen Going Under de Sam Fender

### Artiste de l'année
- Adele
  - Dave
  - Ed Sheeran
  - Little Simz
  - Sam Fender

### Groupe de l'année
- Wolf Alice
  - Coldplay
  - D-Block Europe
  - Little Mix
  - London Grammar

### Chanson de l'année
- Easy on Me d'Adele
  - Latest Trends de A1 x J1 (en)
  - Don't Play d'Anne-Marie, KSI et Digital Farm Animals
  - Remember de Becky Hill et David Guetta
  - Obsessed With You de Central Cee
  - Clash de Dave featuring Stormzy
  - Bad Habits d'Ed Sheeran
  - Cold Heart (Pnau remix) d'Elton John et Dua Lipa
  - Heat Waves de Glass Animals
  - Bed de Joel Corry, Raye et David Guetta
  - Holiday de KSI
  - Wellerman (220 Kid x Billen Ted remix) de Nathan Evans, 220 Kid (en) et Billen Ted (en)
  - Friday de Riton and Nightcrawlers featuring Mufasa et Hypeman
  - Body de Tion Wayne et Russ Millions
  - Little Bit of Love de Tom Grennan

### Meilleur artiste pop/R&B
- Dua Lipa
  - Adele
  - Ed Sheeran
  - Griff
  - Joy Crookes

### Meilleur artiste dance
- Becky Hill
  - Calvin Harris
  - Fred Again
  - Joel Corry
  - Raye

### Meilleur artiste rock/alternatif
- Sam Fender
  - Coldplay
  - Glass Animals
  - Tom Grennan
  - Wolf Alice

### Meilleur artiste hip-hop/grime/rap
- Dave
  - AJ Tracey
  - Central Cee
  - Ghetts (en)
  - Little Simz

### Meilleur nouvel artiste
- Little Simz
  - Central Cee
  - Griff
  - Joy Crookes
  - Self Esteem (en)

### Rising Star Award
Ce prix est décerné en décembre 2021.
- Holly Humberstone[9],[10]
  - Bree Runway
  - Lola Young

### Producteur britannique de l'année
Ce prix est décerné en janvier 2022.
- Inflo (en)[11]

### Artiste international de l'année
- Billie Eilish
  - Doja Cat
  - Lil Nas X
  - Olivia Rodrigo
  - Taylor Swift

### Groupe international de l'année
- Silk Sonic (en) (duo composé de Bruno Mars et Anderson .Paak)
  - ABBA
  - BTS
  - Måneskin
  - The War on Drugs

### Chanson internationale de l'année
- Good 4 U d'Olivia Rodrigo
  - Your Love (9PM) de ATB, Topic et A7S (en)
  - Happier Than Ever de Billie Eilish
  - Love Nwantiti (Ah Ah Ah) de CKay featuring Joeboy et Kuami Eugene
  - Kiss Me More de Doja Cat featuring SZA
  - Girls Want Girls de Drake featuring Lil Baby
  - Heartbreak Anthem de Galantis, David Guetta et Little Mix
  - Black Magic de Jonasu (en)
  - Stay de The Kid Laroi et Justin Bieber
  - Montero (Call Me by Your Name) de Lil Nas X
  - Calling My Phone de Lil Tjay et 6lack
  - I Wanna Be Your Slave de Måneskin
  - Rapstar de Polo G
  - The Business de Tiësto
  - Save Your Tears de The Weeknd

### Auteur-compositeur de l'année
- Ed Sheeran

## Artiste à récompenses multiples
- 3 récompenses:
  - Adele

## Artistes à nominations multiples
- 4 nominations:
  - Adele
  - Dave
  - Ed Sheeran
  - Little Simz

- 3 nominations:
  - Central Cee
  - David Guetta
  - Sam Fender

- 2 nominations:
  - Becky Hill
  - Billie Eilish
  - Coldplay
  - Doja Cat
  - Dua Lipa
  - Glass Animals
  - Griff
  - Joel Corry
  - Joy Crookes
  - KSI
  - Lil Nas X
  - Little Mix
  - Måneskin
  - Olivia Rodrigo
  - Raye
  - Tom Grennan
  - Wolf Alice